# Financiamento climático no Canadá

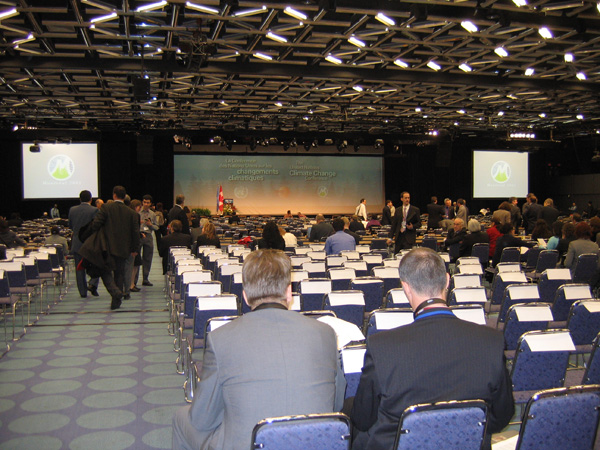
Conferência das Nações Unidas sobre as Mudanças Climáticas de 2005 em Montreal, Canadá

O financiamento climático no Canadá é um pilar central da estratégia econômica, de segurança e de bem-estar social do país. O país está aquecendo a uma taxa duas vezes superior à média global, com seu vasto território ártico aquecendo quase quatro vezes mais rápido, o que o torna extremamente vulnerável aos impactos das mudanças climáticas. Essa realidade dupla impõe uma urgência sem precedentes para a mobilização de capital em larga escala, tanto para reduzir drasticamente as emissões de gases de efeito estufa (GEE) quanto para adaptar sua sociedade e infraestrutura a um clima já em transformação. 
Os desafios para mobilizar os recursos necessários são monumentais. Estima-se que a transição para uma economia de emissões líquidas zero exigirá investimentos anuais entre 125 e 140 bilhões de dólares canadenses, uma cifra que evidencia a necessidade de uma colaboração sem precedentes entre os setores público e privado. A complexidade é amplificada pela estrutura federativa do Canadá, que exige uma coordenação delicada entre o governo federal e as províncias com interesses econômicos divergentes, e pela controversa persistência de subsídios bilionários à indústria de combustíveis fósseis, que minam os objetivos climáticos declarados.
Para enfrentar esses desafios, a estratégia de financiamento climático do Canadá é multifacetada. No pilar da mitigação, a Lei Canadense de Responsabilidade para a Carbono-Neutralidade (Canadian Net-Zero Emissions Accountability Act) estabelece metas de redução de emissões legalmente vinculantes, servindo como a espinha dorsal da política climática. Para o pilar da adaptação, aEstratégia Nacional de Adaptação orienta os esforços para aumentar a resiliência em todo o país. Esses objetivos são apoiados por uma gama de instrumentos financeiros: investimentos públicos diretos, como o Fundo para uma Economia de Baixo Carbono (Low Carbon Economy Fund); um conjunto de créditos fiscais para investimento em tecnologias limpas; e um mercado de finanças sustentáveis em expansão, que inclui títulos verdes soberanos e um crescente universo de fundos com critérios ambientais, sociais e de governança (ESG). Adicionalmente, o Canadá mantém um papel ativo na arena internacional, com um compromisso de 5,3 bilhões de dólares canadenses para apoiar a ação climática em países em desenvolvimento, reforçando sua posição como um ator global na luta contra as mudanças climáticas.

## Definição
Não existe um consenso definitivo sobre a definição de financiamento climático, mas o termo é amplamente utilizado para designar recursos financeiros mobilizados por atores públicos e privados, em níveis global e local, com o objetivo de apoiar atividades de mitigação e adaptação às mudanças climáticas. Segundo a UNFCCC, o financiamento climático deve ser caracterizado pela natureza das atividades financiadas — em vez de pelos provedores, intermediários ou instrumentos financeiros — focalizando-se em resultados de adaptação e mitigação. A COP (Conferências das Nações Unidas sobre as Mudanças Climáticas) 15 de Copenhagen, em dezembro de 2009, estabeleceu o compromisso político de mobilizar 100 bilhões de dólares anuais até 2020 para ações climáticas em países em desenvolvimento, consagrando a meta em acordos posteriores. Na COP16 de Cancun, em novembro de 2010, decidiu-se criar o GCF como fundo multilateral para prover financiamento de longo prazo a projetos de mitigação e adaptação, formalizado em 2010 e operacionalizado a partir de 2015.

## Contexto canadense

### Vulnerabilidades climáticas
A necessidade de um financiamento climático robusto e específico no Canadá é justificada por um conjunto de desafios ambientais e vulnerabilidades que já se manifestam com intensidade crescente em todo o seu vasto território. O Ártico canadense, em particular, aquece a uma taxa de duas a três vezes a média global, um fenômeno que desencadeia uma cascata de impactos severos.
Uma das vulnerabilidades mais críticas e distintivas do Canadá é o degelo do permafrost, o solo que permanece congelado por pelo menos dois anos consecutivos e que cobre uma vasta porção do norte do país. O aquecimento acelerado do Ártico está causando o degelo generalizado desse solo, com consequências profundas. Para as comunidades nortenhas e indígenas, muitas das quais construíram suas vidas e infraestruturas sobre essa base congelada, o degelo ameaça diretamente residências, estradas, aeroportos e locais de importância cultural, como observado em comunidades como Tuktoyaktuk, nos Territórios do Noroeste. Além do impacto local, o degelo do permafrost tem implicações globais alarmantes. Ao derreter, o permafrost libera enormes quantidades de dióxido de carbono e metano, um gás de efeito estufa cerca de 30 vezes mais potente que o CO2, que estavam aprisionados no solo por milênios. Esse processo cria um ciclo de retroalimentação perigoso, onde o gás liberado contribui para um maior aquecimento global, que por sua vez acelera ainda mais o derretimento do permafrost.
Os eventos climáticos extremos também se tornaram mais frequentes e intensos. Ondas de calor, como a que atingiu a Colúmbia Britânica em 2021 e causou 619 mortes, tornaram-se mais prováveis e severas devido às mudanças climáticas. Incêndios florestais devastadores, muitas vezes exacerbados por essas ondas de calor e secas, ameaçam comunidades, infraestrutura e ecossistemas.16 Ao mesmo tempo, o aumento geral da precipitação desde 1950, especialmente no norte do Canadá, eleva o risco de inundações fluviais e urbanas.1 Nas regiões costeiras do Atlântico, Pacífico e Beaufort, o aumento do nível do mar agrava os riscos de inundações e erosão, colocando em perigo a infraestrutura costeira e os ecossistemas.
Essas vulnerabilidades físicas se traduzem em impactos econômicos avassaladores. As perdas seguradas decorrentes de eventos climáticos extremos têm consistentemente ultrapassado a marca de 2 bilhões de dólares canadenses, um aumento drástico em comparação com décadas anteriores.
Em 2024,a situação atingiu um novo patamar quando quatro eventos climáticos severos em julho e agosto, sozinhos, geraram mais de 7 bilhões de dólares canadenses em perdas seguradas.19 O Instituto Climático do Canadá estima que, sem uma ação robusta, os danos climáticos custarão à economia canadense 25 bilhões de dólares canadenses anualmente até 2025, o que representa metade do crescimento do produto interno bruto (PIB) projetado para aquele ano. Esses custos macroeconômicos recaem pesadamente sobre as famílias, que enfrentam um custo de vida mais alto, perda de empregos e interrupções nas cadeias de suprimentos. Em um cenário de altas emissões, a renda familiar pode diminuir.

### Marcos legais e institucionais
A arquitetura do financiamento climático no Canadá é sustentada por um arcabouço legal e institucional que evoluiu de compromissos políticos para um sistema mais formalizado e regulamentado. A peça central dessa estrutura é a Lei Canadense de Responsabilidade para a Carbono-Neutralidade (Canadian Net-Zero Emissions Accountability Act - CNZEAA), que entrou em vigor em junho de 2021. Esta lei representa um marco, pois estabelece pela primeira vez um compromisso legalmente vinculante para o Canadá atingir emissões líquidas zero até 2050. Para garantir o progresso, a CNZEAA obriga o governo a definir metas nacionais de redução de emissões a cada cinco anos, começando com a meta de 2030, e a desenvolver planos detalhados e baseados na ciência para alcançar cada uma delas.8 A meta atual, alinhada com a Contribuição Nacionalmente Determinada (NDC) do Canadá sob o Acordo de Paris, é uma redução de 40% a 45% nas emissões em relação aos níveis de 2005 até 2030.
A CNZEAA também introduziu mecanismos robustos de responsabilização para garantir que o governo seja mantido no caminho certo. Foi criado o Corpo Consultivo para a Carbono-Neutralidade (Net-Zero Advisory Body - NZAB), um grupo de especialistas independentes encarregado de fornecer aconselhamento sobre as metas e os planos de redução de emissões. A lei também exige que o Comissário para o Meio Ambiente e o Desenvolvimento Sustentável (Commissioner of the Environment and Sustainable Development) realize auditorias sobre a implementação das medidas de mitigação do governo pelo menos a cada cinco anos, garantindo uma supervisão rigorosa.8 Além disso, o Ministro das Finanças, em cooperação com o Ministro do Meio Ambiente, deve publicar um relatório anual sobre como os departamentos federais estão gerenciando os riscos e oportunidades financeiras relacionadas ao clima.
Enquanto a CNZEAA fornece uma estrutura legal forte para a mitigação, a abordagem para a adaptação é delineada na Estratégia Nacional de Adaptação (National Adaptation Strategy - NAS), lançada em 2023. A NAS é um plano abrangente, desenvolvido em colaboração com províncias, territórios e povos indígenas, que visa construir uma sociedade resiliente ao clima. A estratégia se concentra em cinco sistemas interconectados: resiliência a desastres, saúde e bem-estar, natureza e biodiversidade, infraestrutura e economia e trabalhadores. No entanto, a NAS foi alvo de críticas. Um relatório do Auditor Geral do Canadá de 2025 apontou que a estratégia carecia de uma priorização clara dos riscos climáticos mais urgentes do Canadá e que o Plano de Ação de Adaptação do Governo do Canadá, que a acompanha, não era sistemático nem abrangente.
Outra legislação crucial é a Lei de Precificação da Poluição por Gases de Efeito Estufa (Greenhouse Gas Pollution Pricing Act), que estabelece o sistema federal de precificação de carbono. A sua constitucionalidade foi confirmada pela Suprema Corte do Canadá em 2021, solidificando a precificação do carbono como uma ferramenta central na política climática do país.
A governança climática e a gestão do financiamento são distribuídas por vários órgãos governamentais. O Ministério do Meio Ambiente e Mudanças Climáticas do Canadá (ECCC) é a agência líder, responsável pela implementação da CNZEAA e da NAS.8 O Ministério de Recursos Naturais do Canadá (NRCan) desempenha um papel fundamental na transição dos setores de recursos naturais, como energia, mineração e silvicultura, e administra programas de adaptação e eficiência energética.
O Ministério das Finanças do Canadá está cada vez mais no centro da ação climática, desenvolvendo políticas econômicas como os créditos fiscais para investimento em tecnologia limpa e liderando a criação de uma taxonomia de finanças sustentáveis para orientar o capital privado.5 Instituições como o Banco de Infraestrutura do Canadá (CIB) têm mandatos específicos para investir em infraestrutura verde e energia limpa, atuando como um catalisador para projetos de grande escala.
Finalmente, a Global Affairs Canada é responsável por gerenciar e distribuir o financiamento climático internacional do Canadá, alinhando a ajuda externa com os objetivos climáticos globais. Essa governança fragmentada, embora permita especialização, cria desafios de coordenação.

## Financiamento

### Público
O financiamento público é a pedra angular da estratégia climática do Canadá, funcionando tanto como um motor direto para projetos de mitigação e adaptação quanto como um catalisador para alavancar o investimento privado. O governo federal implementou uma série de fundos, programas e incentivos fiscais para canalizar capital para a transição para uma economia de baixo carbono e resiliente ao clima. Desde 2015, os investimentos federais em ação climática e crescimento limpo ultrapassaram 100 bilhões de dólares canadenses.
O principal mecanismo de financiamento direto é o Fundo para uma Economia de Baixo Carbono (Low Carbon Economy Fund - LCEF), um fundo de C$2 bilhões administrado pelo Ministério do Meio Ambiente e Mudanças Climáticas do Canadá (ECCC). O LCEF foi projetado para ser flexível e apoiar uma ampla gama de proponentes por meio de quatro fluxos distintos:
- O Low Carbon Economy Leadership Fund fornece financiamento às províncias e territórios para ajudá-los a cumprir seus próprios compromissos de redução de emissões, reconhecendo a diversidade de desafios e oportunidades regionais.[7]
- O Low Carbon Economy Challenge, com mais de 500 milhões de dólares canadenses, financia projetos de empresas, municípios, organizações sem fins lucrativos e comunidades indígenas que utilizam tecnologias comprovadas de baixo carbono para reduzir as emissões de GEE.[7] Exemplos de projetos financiados incluem a expansão de sistemas de captura de gás de aterro em Winnipeg e Regina e a instalação de tecnologia de digestores para processar resíduos orgânicos.[29]
- O Indigenous Leadership Fund, um fundo de 180 milhões de dólares canadenses, apoia diretamente projetos de energia renovável e eficiência energética que são de propriedade e liderados por Primeiras Nações, Inuit e Métis, promovendo a autodeterminação e a liderança indígena na ação climática.[7]
- O Implementation Readiness Fund ajuda a preparar projetos promissores de redução de emissões, apoiando atividades que aumentam sua prontidão para implementação em larga escala.[7]

Para mobilizar o capital privado, o governo federal introduziu um conjunto de Créditos Fiscais para Investimento (ITCs) na economia limpa. Esses créditos são projetados para reduzir o custo de capital para empresas que investem em tecnologias e processos sustentáveis. Os principais ITCs incluem:
- ITC para Tecnologia Limpa: oferece um crédito reembolsável de até 30% sobre o custo de capital de equipamentos de tecnologia limpa, como sistemas de energia solar e eólica, e armazenamento de energia.[31]
- ITC para Captura, Utilização e Armazenamento de Carbono (CCUS): fornece um crédito para investimentos em projetos que capturam emissões de CO2 para armazenamento ou uso industrial.[30]
- ITC para Hidrogênio Limpo: apoia investimentos na produção de hidrogênio limpo.[30]
- ITC para Manufatura de Tecnologia Limpa: incentiva o investimento de capital na fabricação e processamento de tecnologias limpas e na extração e processamento de minerais críticos no Canadá.[30]

Apesar do seu potencial, a implementação desses créditos tem sido criticada por sua lentidão, com alguns, como o ITC para eletricidade limpa, ainda aguardando legislação, o que gera incerteza para os investidores e pode atrasar projetos cruciais.
Para a mitigação, além dos ITCs, o governo financia diretamente a infraestrutura de transporte sustentável. Desde 2015, foram feitos investimentos para construir mais de 240 quilômetros de novas linhas de metrô e VLT e para adquirir mais de 300 ônibus elétricos. O programa Incentives for Zero-Emission Vehicles (iZEV) já ajudou 92 mil canadenses a comprar veículos elétricos.
Para a adaptação, o financiamento é direcionado para aumentar a resiliência da infraestrutura e das comunidades. O Programa de Adaptação às Mudanças Climáticas (CCAP), com um orçamento de 39,5 milhões de dólares canadenses para 2022−2027, foca no desenvolvimento de habilidades, ferramentas e conhecimento para apoiar a tomada de decisões de adaptação.
Um programa de maior escala é o Fundo de Mitigação e Adaptação a Desastres (DMAF), que co−financia grandes projetos de infraestrutura para protegeras comunidades contra desastres naturais.
O Canadá utiliza instituições financeiras públicas para estender seu alcance climático para além de suas fronteiras. O Banco de Infraestrutura do Canadá (CIB), uma corporação da Coroa, tem o mandato de investir pelo menos 10 de bilhões de dólares canadenses em projetos de energia limpa e 10 de bilhões de dólares em projetos de infraestrutura verde, com o objetivo de atrair capital do setor privado para projetos de interesse público. O governo também colabora estreitamente com bancos de desenvolvimento multilaterais. Por meio de programas como o Programa de Financiamento Climático Misto Canadá-IFC, o Canadá usa fundos públicos para reduzir o risco de investimentos privados em projetos climáticos em países em desenvolvimento, mobilizando assim maiores volumes de capital para a ação climática global.

### Privado
O financiamento privado é o motor indispensável para que o Canadá alcance suas ambiciosas metas climáticas, dado que o capital público sozinho é insuficiente para cobrir os estimados 125 a 140 bilhões de dólares canadenses em investimentos anuais necessários para a transição para uma economia de emissões líquidas zero.
O cenário de investimento privado em projetos climáticos no Canadá é misto. Por um lado, há um crescimento notável no setor de energia limpa. Em 2024, o investimento em energia limpa no Canadá cresceu 19%, alcançando 35 bilhões de dólares e posicionando o país em oitavo lugar no ranking global. Províncias como Ontário tornaram-se polos de atração para indústrias de veículos elétricos (VE), atraindo 44 bilhões de dólares canadenses em novos investimentos em fábricas de VEs e baterias, incluindo um investimento de 15 bilhões de dólares canadenses da Honda e uma fábrica de 7 bilhões de dólares canadenses da Volkswagen. A Hydro-Québec, uma empresa provincial, anunciou um plano de investimento de 185 bilhões de dólares canadenses nos próximos 12 anos para expandir sua capacidade de energia limpa e melhorar ac onfiabilidade da rede. No entanto, esses progressos são ofuscados pelofato de que o setor financeiro canadense continua a ser um dos maiores financiadores globais da indústria de combustíveis fósseis. Os cinco maiores bancos do país investema proximadamente 0,40 dólar canadense em soluções de energia limpa para cada dólar investido em combustíveis fósseis, uma proporção que está em desacordo com a transição necessária.
Os principais bancos, fundos de pensão e seguradoras do Canadá desempenham um papel central e ambíguo. Todas as cinco maiores instituições bancárias do país assumiram compromissos de atingir emissões líquidas zero em seus portfólios de empréstimos e investimentos até 2050. No entanto, a implementação desses compromissos tem sido criticada como lenta e, em alguns casos, regressiva. Em 2024, por exemplo, o Toronto-Dominion Bank e o Bank of Montreal revogaram suas políticas de restrição ao financiamento do carvão, sinalizando uma abertura para financiar o combustível fóssil mais poluente. Essa contínua alocação de capital para o setor de petróleo e gás gera críticas de greenwashing e levanta dúvidas sobre a seriedade dos compromissos voluntários do setor.
Em resposta a essa inércia, o Escritório do Superintendente de Instituições Financeiras (OSFI), o principal regulador financeiro federal, implementou em março de 2023 a diretriz B-15 sobre Gestão de Risco Climático, que exige que mais de 400 instituições financeiras federais divulguem seus riscos financeiros relacionados ao clima de acordo com o quadro da Força-Tarefa sobre Divulgações Financeiras Relacionadas ao Clima (TCFD). Além disso, o governo federal está desenvolvendo uma taxonomia de finanças sustentáveis para criar definições padronizadas e credíveis para investimentos "verdes" e "de transição", com o objetivo de trazer clareza ao mercado e combater o greenwashing.
Paralelamente à ação regulatória, o mercado de instrumentos financeiros sustentáveis está se expandindo:
- Títulos verdes: o mercado de títulos verdes no Canadá tem ganhado tração. O Governo do Canadá deu um impulso significativo ao mercado com sua emissão inaugural de títulos verdes de 5 bilhões de dólares canadenses.[40] Desde então, o governo já emitiu um total de 13 bilhões de dólares canadenses em títulos verdes para financiar despesas elegíveis em áreas como transporte limpo, energia renovável e adaptação climática.[41]
- Export Development Canada (EDC): uma corporação da Coroa, é pioneira neste campo, emitindo títulos sustentáveis desde 2014 e tendo evoluído sua estrutura para incluir também títulos sociais e de transição, que financiam atividades que reduzem significativamente as emissões de GEE.[42]
- Fundos ESG: o investimento baseado em critérios ambientais, sociais e de governança (ESG) tornou-se uma opção popular para investidores de varejo e institucionais. Uma vasta gama de fundos mútuos e ETFs (Exchange-Traded Funds) com foco em ESG está disponível no mercado canadense, oferecidos por grandes gestores de ativos como RBC Global Asset Management, iA Financial Group, BMO e iShares.48 Esses produtos permitem que os investidores alinhem seus portfólios com seus valores de sustentabilidade, investindo em empresas com bom desempenho em métricas ESG. Vancity, por exemplo, lançou o primeiro fundo de investimento socialmente responsável (SRI) no Canadá em 1986, demonstrando a longa história desse tipo de investimento no país.[43]

## Cooperação internacional e financiamento externo
O Canadá tem um longo histórico de participação em acordos climáticos internacionais, sendo signatário da Convenção-Quadro das Nações Unidas sobre a Mudança do Clima (UNFCCC), do Protocolo de Quioto e, mais crucialmente, do Acordo de Paris de 2015. Sob o Acordo de Paris, o Canadá não apenas estabeleceu suas próprias metas de redução de emissões (Contribuições Nacionalmente Determinadas - NDCs), mas também se comprometeu a fornecer apoio financeiro aos países em desenvolvimento para ajudá-los em seus próprios esforços climáticos.
Além dos acordos formais, o Canadá exerce liderança em várias iniciativas globais. O país é um membro fundador e um defensor proeminente da Powering Past Coal Alliance, uma coalizão de governos e empresas que trabalham para acelerar a transição do carvão para a energia limpa. Em um papel de liderança diplomática, o Canadá, juntamente com a Alemanha, co-liderou o desenvolvimento do Plano de Entrega de Financiamento Climático, um roteiro para garantir que os países desenvolvidos cumprissem sua promessa coletiva de mobilizar 100 bilhões de dólares por ano em financiamento climático para os países em desenvolvimento até 2020, uma meta que foi finalmente alcançada pela primeira vez em 2022. O Canadá também sediou o Centro de Excelência da OTAN sobre Mudanças Climáticas e Segurança (CCASCOE) em Montreal, reconhecendo as mudanças climáticas como um desafio fundamental para a segurança global e nacional.
Como um país desenvolvido, o Canadá é um doador, e não um receptor, de financiamento climático internacional. Seus esforços estão focados em fornecer recursos para apoiar a ação climática em países em desenvolvimento. O compromisso financeiro mais recente e significativo do Canadá foi anunciado em 2021: um montante de 5,3 bilhões de dólares canadenses a ser desembolsado ao longo de cinco anos (2021-2026).13 Este valor representa o dobro do compromisso anterior de 2,65 bilhões de dólares canadenses (2015−2021) e se baseia em um financiamento inicial de 1,2 bilhão de dólares canadenses (2010-2013).
A estratégia de alocação desses fundos é guiada por metas claras: no mínimo 40% do financiamento deve ser destinado a projetos de adaptação, reconhecendo a vulnerabilidade crescente de muitas nações. Pelo menos 20% dos fundos são direcionados para soluções baseadas na natureza e co-benefícios para a biodiversidade, e 80% de todos os projetos devem integrar considerações de igualdade de gênero, em linha com a Política de Assistência Internacional Feminista do Canadá. O financiamento é distribuído por meio de uma combinação de doações (40%) e Contribuições Reembolsáveis Incondicionais (URCs), que são empréstimos concessionais (60%).
O Canadá canaliza uma porção substancial de seu financiamento através de parceiros e fundos multilaterais para maximizar o alcance e o impacto. Uma das contribuições mais importantes é para o Fundo Verde para o Clima (GCF), o principal mecanismo financeiro da UNFCCC. O país também é um contribuinte para o Fundo de Adaptação, com um compromisso de 10 milhões de dólares canadenses para apoiar projetos de adaptação, especialmente em países menos desenvolvidos (LDCs) e pequenos estados insulares em desenvolvimento (SIDS). Além disso, o Canadá estabeleceu fundos climáticos dedicados em parceria com bancos de desenvolvimento multilaterais, como o Banco Mundial, o Banco Asiático de Desenvolvimento (ADB) e o Banco Interamericano de Desenvolvimento (IDB), utilizando o financiamento misto (blended finance) para alavancar o investimento do setor privado em projetos de energia limpa e resiliência climática em todo o mundo.

## Principais setores beneficiados

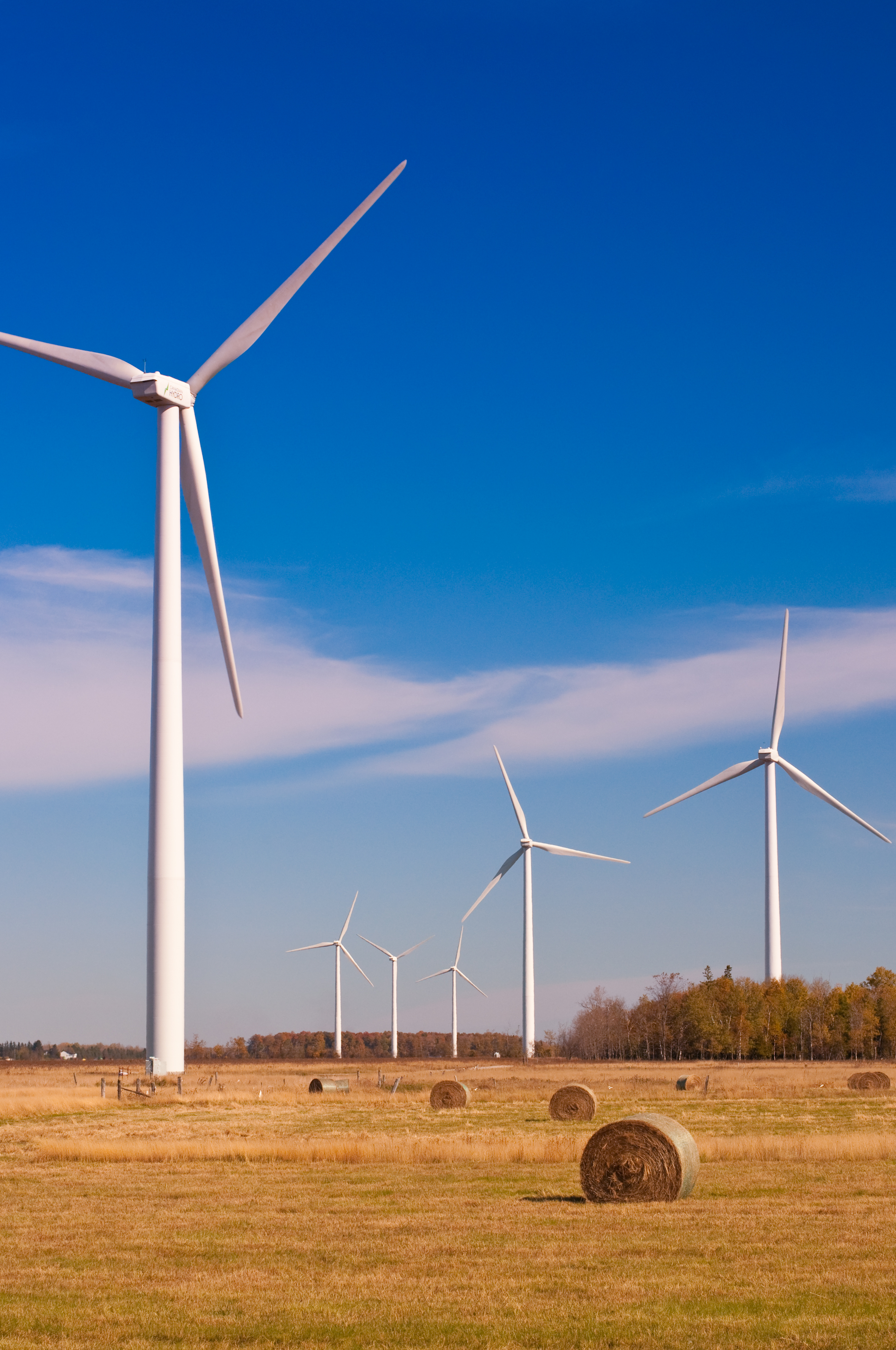
Parque eólico em Ontário

O setor de energia renovável e transição energética é o principal beneficiário. O governo federal canadense tem investido ativamente para expandir a capacidade de energia renovável, como eólica e solar, e para modernizar as redes elétricas a fim de acomodar fontes de energia intermitentes.62 O Banco de Infraestrutura do Canadá (CIB) tem um mandato específico para investir pelo menos 10 bilhões de dólares canadenses em projetos de energia limpa, atuando como um catalisador para grandes investimentos. O setor privado também está fazendo investimentos maciços; por exemplo, a Hydro-Québec planeja investir 185 bilhões de dólares canadenses nos próximos 12 anos para aumentar sua capacidade de geração de energia limpa.44 Internacionalmente, a transição para energia limpa e a eliminação progressiva do carvão são áreas temáticas prioritárias para o financiamento climático de 5,3 bilhões de dólares canadenses para países em desenvolvimento.
Com os impactos das mudanças climáticas se intensificando, o financiamento para adaptação e resiliência tem ganhado destaque. O governo federal anunciou mais de 12,1 milhões de dólares canadenses para 13 projetos de adaptação focados no Norte do Canadá e em outras regiões vulneráveis, através de programas como o Climate Change Adaptation Program (CCAP) e o Climate-Resilient Coastal Communities (CRCC) Program. O First Nation Adapt Program é um exemplo de financiamento direcionado, apoiando comunidades das Primeiras Nações a realizar avaliações de risco de inundação, seca e incêndios florestais e a desenvolver planos de adaptação locais. Em nível municipal, o Green Municipal Fund, administrado pela Federação de Municípios Canadenses (FCM), oferece financiamento para projetos que aumentam a resiliência da infraestrutura local.
O Canadá está investindo em soluções baseadas na natureza como uma estratégia dupla para mitigar as mudanças climáticas e proteger a biodiversidade. O programa 2 Billion Trees é uma iniciativa emblemática que visa plantar dois bilhões de árvores, contribuindo para o sequestro de carbono e a restauração de ecossistemas.29 O financiamento internacional do Canadá também reflete essa prioridade, com uma meta de alocar pelo menos 20% de seu compromisso de 5,3 bilhões de dólares canadenses para projetos que apoiam soluções baseadas na natureza. Embora o mecanismo REDD+ seja um quadro do UNFCCC focado em países em desenvolvimento, o financiamento do Canadá para a conservação florestal global, como o apoiode 75 milhões de dólares canadenses ao programa de Paisagens Florestais Sustentáveis do Banco Mundial, está alinhado com os princípios e objetivos do REDD+.
O setor agrícola é tanto uma fonte de emissões quanto uma área com grande potencial para soluções climáticas. O financiamento é direcionado para apoiar a transição para uma agricultura mais sustentável e resiliente. O On-Farm Climate Action Fund, parte do programa Agricultural Climate Solutions, fornece financiamento direto aos agricultores para que adotem práticas de manejo benéficas (BMPs), como o manejo de nitrogênio, o plantio de culturas de cobertura e o pastoreio rotativo, que ajudam a armazenar carbono no solo e a reduzir as emissões de GEE. A agricultura climaticamente inteligente e os sistemas alimentares sustentáveis também são uma das quatro áreas temáticas centrais do financiamento climático internacional do Canadá, indicando um esforço para promover essas práticas em escala global.
A descarbonização do setor de transportes é uma prioridade fundamental para o Canadá. O governo federal tem feito investimentos significativos em transporte público, incluindo o financiamento para mais de 240 quilômetros de novas linhas de metrô e VLT e a aquisição de mais de 300 ônibus elétricos.34 Para apoiar essa transição a longo prazo, o Canada Public Transit Fund foi criado para fornecer 3 bilhões de dólares canadenses por ano a partir de 2026-27 para projetos de transporte público. O Active Transportation Fund, com um orçamento de 400 milhões de dólares canadenses, visa expandir e melhorar a infraestrutura para pedestres e ciclistas, tornando essas opções de mobilidade mais seguras e convenientes.69 Além disso, o Green Municipal Fund oferece subsídios e empréstimos para uma variedade de projetos de infraestrutura verde em nível municipal, incluindo a eletrificação de frotas de veículos e a construção e reforma de edifícios para que sejam mais eficientes em termos energéticos.

## Impactos e resultados
O financiamento climático internacional do Canadá tem produzido resultados mensuráveis. De acordo com um relatório de progresso submetido à UNFCCC, os investimentos do Canadá resultaram na redução ou evitação de mais de 234 megatoneladas de emissões de GEE, o equivalente a retirar milhões de carros das estradas. Além da mitigação, esses fundos ajudaram a aumentar a resiliência climática de 10,5 milhões de pessoas em países em desenvolvimento e mobilizaram 374 milhões de dólares canadenses em financiamento privado adicional a partir de um investimento públicode 411 milhões de dólares canadenses. O compromisso anterior de 2,65 bilhões de dólares canadenses (2015-2021) sozinho foi projetado para reduzir ou evitar mais de 200 megatoneladas de gases do efeito estufa (GEE).
No plano doméstico, as políticas climáticas, que são sustentadas por financiamento público, estão começando a curvar a trajetória de emissões do país. Dados de 2022 mostraram que as emissões totais do Canadá foram 7% menores do que os níveis de 2005, indicando que as medidas estão começando a ter um efeito notável. Programas específicos demonstram impactos diretos: o programa de Incentivos para Veículos de Emissão Zero (iZEV) apoiou a compra de mais de 240 mil veículos, resultando em uma redução anual de mais de 0,8 megatoneladas de GEE. O Green Municipal Fund, ao longo de sua existência, aprovou 2.336 projetos de sustentabilidade que, coletivamente, evitaram 2,9 milhões de toneladas de GEE.
Além da redução de emissões, os projetos financiados geram uma vasta gama de co-benefícios ambientais e sociais. Projetos de energia renovável de propriedade comunitária, especialmente em comunidades rurais, remotas e indígenas, não apenas substituem combustíveis fósseis como o diesel, mas também criam empregos locais, promovem a soberania energética, melhoram a qualidade do ar e reduzem a poluição sonora. Programas de eficiência energética, como o Canada Greener Homes Grant, que fornece subsídios para reformas residenciais, resultam em economia nas contas de energia para as famílias, melhoram a qualidade do ar interior e aumentam o conforto e o bem-estar mental.
As soluções baseadas na natureza, como o programa 2 Billion Trees e outros projetos de restauração de ecossistemas, oferecem múltiplos benefícios: sequestram carbono, melhoram a biodiversidade, ajudam a atenuar os impactos de inundações e ondas de calor, e podem apoiar a reconciliação com os povos indígenas ao fortalecer a gestão e a guarda de terras tradicionais. Socialmente, o financiamento climático também impulsiona a criação de empregos.
Apesar dos sucessos, a implementação de projetos de financiamento climático no Canadá enfrenta desafios significativos. Um dos maiores é a lacuna de financiamento, especialmente para a adaptação. A abordagem do Canadá à adaptação tem sido descrita como "ad hoc, reativa e com poucos recursos", com programas como o Fundo de Mitigação e Adaptação a Desastres (DMAF) sendo massivamente sobre-subscritos, o que indica uma demanda muito maior do que a oferta de fundos.
A coordenação entre os diferentes níveis de governo (federal, provincial, municipal) e entre os vários departamentos federais continua a ser um obstáculo persistente, podendo levar a políticas desalinhadas e a uma abordagem fragmentada. A implementação de políticas cruciais, como os créditos fiscais para investimento (ITCs), tem sido lenta, criando incerteza no mercado e atrasando decisões de investimento do setor privado. A transparência também é uma preocupação, particularmente no que diz respeito ao financiamento internacional, onde há relatos de longos atrasos na divulgação de detalhes sobre os projetos aprovados e implementados, dificultando a responsabilização e a avaliação da eficácia. A crescente litigância climática contra governos no Canadá por falhas na ação ou na adaptação de infraestrutura adiciona outra camada de complexidade e risco.

## Críticas e controvérsias
A crítica mais contundente e persistente dirigida ao governo canadense é a sua política de continuar a fornecer subsídios e financiamento público à indústria de combustíveis fósseis. Relatórios de organizações como a Environmental Defence Canada revelam que, em 2023, o governo federal forneceu pelo menos 18,5 bilhões de dólares canadenses em apoio financeiro a empresas de combustíveis fósseis e petroquímicas.
Entre 2018 e 2020, o Canadá liderou os países do G20 no financiamento público para combustíveis fósseis, com uma média de 14 bilhões de dólares canadenses por ano. Esse apoio financeiro, que inclui garantias de empréstimo para o controverso oleoduto Trans Mountain e financiamento através da corporação da Coroa Export Development Canada, é visto como uma contradição direta aos objetivos climáticos declarados do país, essencialmente usando o dinheiro dos contribuintes para subsidiar a causa da crise climática que o financiamento climático visa combater.
A eficácia geral da ação climática do Canadá também tem sido questionada por órgãos de fiscalização independentes. O Auditor Geral do Canadá emitiu múltiplos relatórios críticos, concluindo que as ações governamentais até o momento não foram suficientes para cumprir os compromissos climáticos e que o Canadá falhou em atingir suas metas de emissões anteriores e provavelmente não atingirá as futuras.83 Especificamente, a Estratégia Nacional de Adaptação foi criticada por não priorizar adequadamente os maiores riscos climáticos do Canadá e por ter um plano de ação federal que foi considerado nem sistemático nem abrangente.
A distribuição do financiamento internacional do Canadá também é alvo de críticas. Embora o Canadá tenha duplicado seu compromisso para 5,3 bilhões de dólares canadenses, analistas do Climate Action Tracker classificam sua contribuição financeira como "altamente insuficiente" em comparação com sua "quota-parte" (fair share), devido às suas elevadas emissões históricas e capacidade econômica. Além disso, a forte dependência de empréstimos (60% do compromisso) em vez de doações é vista por muitas organizações da sociedade civil como uma abordagem que pode exacerbar a crise da dívida em países em desenvolvimento, contrariando o princípio da justiça climática.
A governança do clima e do seu financiamento no Canadá é inerentemente conflituosa devido à sua estrutura federativa e à importância econômica da indústria de petróleo e gás em certas províncias. A implementação de políticas climáticas federais, como a precificação do carbono, enfrenta forte oposição de províncias produtoras de energia, como Alberta e Saskatchewan, criando uma divisão política e regional que dificulta uma ação nacional coesa. Essa fragmentação de jurisdição e interesses leva a uma governança descoordenada, onde diferentes departamentos federais e níveis de governo podem buscar objetivos conflitantes.
A lentidão na implementação de políticas prometidas é outra fonte de controvérsia. A demora em finalizar a legislação para créditos fiscais de investimento cruciais, como o de eletricidade limpa, e em implementar um teto de emissões para o setor de petróleo e gás, cria incerteza para os investidores e mina a credibilidade dos planos do governo. Críticos argumentam que essa lentidão pode ser, em parte, atribuída à influência do lobby da indústria de combustíveis fósseis, que busca atrasar a transição energética. A decisão do governo de adquirir e expandir o oleoduto Trans Mountain é frequentemente citada como o exemplo mais flagrante de políticas que estão em conflito direto com os objetivos climáticos, representando um investimento maciço de fundos públicos em infraestrutura de combustíveis fósseis.

## Perspectivas futuras
Várias iniciativas políticas e regulatórias estão em andamento para fortalecer a arquitetura do financiamento climático no Canadá. Uma das mais importantes é o desenvolvimento de uma taxonomia de finanças sustentáveis. Liderada pelo Ministério das Finanças, esta iniciativa visa criar um sistema de classificação oficial e baseado na ciência para definir o que constitui um investimento "verde" e "de transição". O objetivo é fornecer clareza e credibilidade ao mercado, combater o greenwashing e canalizar o capital privado para atividades alinhadas com as metas climáticas do Canadá, com uma implementação prevista para o outono de 2026.
Outro pilar fundamental é a Lei de Empregos Sustentáveis (Sustainable Jobs Act, Bill C-50), que foi aprovada em 2024. Esta legislação estabelece uma estrutura para apoiar os trabalhadores e as comunidades durante a transição energética. Ela prevê a criação de um Conselho de Parceria para Empregos Sustentáveis e um Secretariado para garantir que a transição seja justa (Just Transition), equitativa e que ninguém seja deixado para trás, abordando a necessidade de requalificação, desenvolvimento econômico regional e diálogo social.
No cenário internacional, o Canadá está atualmente no processo de desenvolver seu próximo compromisso de financiamento climático para o período pós-2026. Organizações da sociedade civil estão pressionando para que o novo compromisso seja significativamente maior, propondo um aumento para 15,9 bilhões de dólares canadenses ao longo de cinco anos. Além do aumento do valor, há um forte apelo para que uma maior proporção do financiamento seja fornecida na forma de doações, em vez de empréstimos, e para que haja um foco renovado na adaptação e no financiamento para perdas e danos, a fim de melhor atender às necessidades dos países mais vulneráveis.
O principal desafio para o futuro continua a ser a escala do investimento necessário para atingir as metas de 2030 e 2050. A mobilização de capital privado na ordem de centenas de bilhões de dólares por ano exigirá um ambiente de políticas estável, previsível e atraente. A superação da divisão política e jurisdicional entre o governo federal e algumas províncias, especialmente aquelas com economias dependentes de combustíveis fósseis, continua a ser um obstáculo crítico para a implementação consistente de políticas climáticas em todo o país. Garantir que a transição seja justa e equitativa é tanto um desafio quanto uma oportunidade. O sucesso da Lei de Empregos Sustentáveis dependerá da alocação de financiamento adequado e da participação genuína de trabalhadores, sindicatos e comunidades no planejamento da transição.
A maior oportunidade para o Canadá reside no seu potencial para se tornar uma "superpotência de energia limpa". Com vastos recursos de energia renovável (hidrelétrica, eólica, solar), uma base industrial avançada e um setor de tecnologia em crescimento, o país está bem posicionado para capitalizar a demanda global por energia e produtos de baixo carbono. A implementação bem-sucedida de políticas de apoio, como os créditos fiscais para investimento, uma precificação de carbono robusta e uma taxonomia de finanças sustentáveis credível, pode atrair investimentos globais, impulsionar a inovação e garantir a competitividade econômica do Canadá em um mundo em descarbonização.